# Puntioplites proctozystron
Puntioplites proctozystron är en fiskart som först beskrevs av Bleeker, 1865.  Puntioplites proctozystron ingår i släktet Puntioplites och familjen karpfiskar. IUCN kategoriserar arten globalt som livskraftig. Inga underarter finns listade i Catalogue of Life.